# (145593) Xántus
(145593) Xántus est un astéroïde de la ceinture principale.

## Description
(145593) Xántus est un astéroïde de la ceinture principale d'astéroïdes. Il fut découvert le 18 août 2006 à l'observatoire Piszkéstető par Krisztián Sárneczky. Il présente une orbite caractérisée par un demi-grand axe de 2,88 UA, une excentricité de 0,07 et une inclinaison de 9,1° par rapport à l'écliptique.

## Compléments